# Heinrich-Droste-Literaturpreis
Der Heinrich-Droste-Literaturpreis war ein deutscher Literaturpreis.
Der Heinrich-Droste-Literaturpreis wurde vom Droste Verlag, Düsseldorf, 1956 einmalig für einen „lebensbejahenden unveröffentlichten Roman“ ausgeschrieben und vergeben. Ein Mitglied der Jury für die Verleihung aus dem Jahr 1955 war der westfälische Schriftsteller Josef Winckler (1881–1966). Benannt war der Preis nach Heinrich Droste, dem Gründer des gleichnamigen Verlags.

## Preisträger 1956
- 1. Preis:  Hugo Hartung (10.000 D-Mark)
- Förderpreise: Rolf Bongs,[3] Heinrich Peter Keller, Rudolf Krämer-Badoni, Josef Reding und Ortrud Stumpfe (je 3.000 D-Mark)